# Хаваји 5-0 (ТВ серија из 2010)
Хаваји 5-0 (енгл. Hawaii Five-0) америчка је акциона полицијска процедурална ТВ серија. Премијера је била 20. септембра 2010. на Си-Би-Есу. Серија је римејк оригиналног дела, које је емитовано на истој мрежи од 1968. до 1980. године. Као и оригинал, прати елитну државну полицију, оперативну групу која се бори против великих злочина у америчкој савезној држави Хаваји. Предводи је Стив Макгарет (Алекс О’Локлин), поручник војне резерве којем помаже детектив Дени Вилијамс (Скот Кан) и други специјалци. Серију је продуцирао К/О пејпер продактс са 101. стрит телевижоном, првобитно у сарадњи са Си-Би-Ес продакшонсом а касније Си-Би-Ес телевижон студиосом (од сезоне 3). Има три ’кросовера’ са другим криминалистичким серијама и добила је похвале за модеран приступ оригиналу.
Дана 18. априла 2018, Си-Би-Ес је створио додатну сезону 9 као наставак на првобитну серију с премијером 28. септембра исте године. Такође, истој мрежи се од 9. маја 2019. може захвалити и за сезону 10, која има премијеру 27. септембра 2019. године. Десета сезона је била и последња. Последња епизода се емитовала 3. априла на CBS-у. У њој је Стив Мекгерет отишао са Оаху-а. У авиону је срео Кетрин Ролинс, и отишли су заједно на неименовану локацију.